# Baskervilla assurgens
Baskervilla assurgens – gatunek roślin zielnych z rodziny storczykowatych (Orchidaceae). Naziemne rośliny niewielkich i średnich rozmiarów występujące w tropikalnych lasach deszczowych południowego Ekwadoru, Kolumbii i Peru.

## Systematyka
Gatunek typowy rodzaju Baskervilla zaklasyfikowany do plemienia Cranichidinae w podrodzinie storczykowych (Orchidoideae), rodzina storczykowate (Orchidaceae), rząd szparagowce (Asparagales) w obrębie roślin jednoliściennych.